# Buntești
Buntești è un comune della Romania di 4 253 abitanti, ubicato nel distretto di Bihor, nella regione storica della Transilvania.
Il comune è formato dall'unione di 9 villaggi: Brădet, Buntești, Dumbrăvani, Ferice, Lelești, Poienii de Jos, Poienii de Sus, Săud, Stâncești.
Da segnalare la presenza nel comune di tre chiese costruite in legno: Sf. Ioan Teologul (San Giovanni Teologo), del 1733, nel villaggio di Brădet, Schimbarea la faţă (Trasfigurazione), del 1752, nel villaggio di Dumbrăveni, e Sf. Ioan Gură de Aur (San Giovanni Bocca d'Oro), del 1724, nel villaggio di Stâncești.